# Kafala (prawo islamskie)
Kafala – instytucja opieki nad dzieckiem w prawie muzułmańskim. Polega ona na zawarciu umowy między biologicznymi rodzicami dziecka a jego przyszłymi opiekunami.  

## Źródło prawa
Głównym źródłem prawa muzułmańskiego jest Koran. Tam też zawarte zostało uregulowanie dotyczące kafali. Adopcję reguluje rozdział XXXIII wersety 5-6. Wyraźnie jest w nich wskazane, że Allah nie czyni dzieci przybranych rodzonymi dziećmi przysposabiających. Wyraża to istotę kafali, która polega na tym, że nie powstaje więź między nowymi rodzicami a dzieckiem przysposobionym. Nakazuje się również używanie nazwiska biologicznego ojca dziecka, jako sprawiedliwe w obliczu Allaha. Gdy nie jest znane pochodzenie dziecka, a więc jego ojciec, nakazuje się traktowanie go jako przyjaciela. Wskazuje się jednak, że ze względu na wielkość i litościwość Allaha na żadnego muzułmanina nie spadnie wina, jeżeli w którejś z tych kwestii popełni błąd.

## Różnice między kafalą a instytucją adopcji w przepisach prawa polskiego
| Kafala | Przepisy polskie |
| --- | --- |
| 1. Nie ustaje więź prawna dziecka z jego biologicznymi rodzicami. 2. Nie powstaje więź między dzieckiem a jego nowymi rodzicami. 3. Dziecko nie dziedziczy po przybranych rodzicach z mocy prawa. 4. Dziecko nie traci praw do spadku po swoich rodzicach biologicznych. 5. Dziecko nie przyjmuje nazwiska opiekunów. 6. Gdy dziecko osiągnie dojrzałość płciową, istnieje możliwość zawarcia związku małżeńskiego między nim a osoba adoptującą. 7. Przybrani rodzice nie mają prawa dysponować pieniędzmi należącymi do dziecka, jeżeli takowe posiada. | 1. Wraz z przysposobieniem występuje ustanie władzy rodzicielskiej biologicznych rodziców dziecka. Ustaje więc wszelka więź prawna między nimi a dzieckiem. Ustają ponadto wszystkie prawa i obowiązki przysposobionego względem jego biologicznych krewnych. 2. Wraz z przysposobieniem powstaje między przysposabiającym a przysposobionym taki stosunek, jak między biologicznymi rodzicami a dziećmi. Dziecko nabywa również prawa i obowiązki w stosunku do krewnych przysposabiającego. 3. Dziecko dziedziczy po przysposabiającym oraz jego krewnych tak, jakby było jego biologicznym dzieckiem, a nowi rodzice i ich krewni dziedziczą po przysposobionym tak, jakby przysposabiający był rodzicem przysposobionego. Ustaje jednak prawo dziecka do dziedziczenia po jego naturalnych wstępnych i ich krewnych oraz ich prawo do dziedziczenia po nim. W przypadku gdy występuje sytuacja, w której jeden z małżonków przysposobi dziecko drugiego małżonka (nawet po jego śmierci), nie ustaje prawo dziecka do dziedziczenia po tym rodzicu i jego krewnych. 4. Wraz z adopcja ustają wszystkie prawa i obowiązki przysposobionego wynikające z pokrewieństwa względem jego biologicznych krewnych, jak również prawa i obowiązki tych krewnych względem niego. 5. Przysposobiony otrzymuje nazwisko przysposabiającego. W przypadku małżeństwa – nazwisko, które noszą albo nosiłyby dzieci zrodzone z tego małżeństwa. Na żądanie osoby, która ma być przysposobiona i za zgodą przysposabiającego sąd opiekuńczy w orzeczeniu o przysposobieniu postanawia, że przysposobiony nosić będzie nazwisko złożone z jego dotychczasowego nazwiska i nazwiska przysposabiającego. Jeżeli któreś z nich nosi złożone nazwisko, sąd opiekuńczy rozstrzyga, który człon tego nazwiska wejdzie w skład nazwiska przysposobionego. Przepisu tego nie stosuje się gdy sporządza się nowy akt urodzenia przysposobionego z wpisaniem przysposabiających jako jego rodziców. Możliwa jest nawet zmiana imienia dziecka. Następuje to orzeczeniem sądu opiekuńczego na wniosek nowego opiekuna. Jeżeli przysposobiony ukończył lat trzynaście wymagana jest jego zgoda. 6. Niedozwolonym jest, aby przysposabiający wraz z przysposobionym zawarli związek małżeński (nawet jeżeli przysposobiony osiągnie wymagany wiek). 7. Rodzice mają prawo dysponować majątkiem indywidualnym dziecka, pochodzącym np. ze spadku lub darowizny, w takim stopniu jaki nie przekracza zwykłego zarządu. |

## Kafala a adopcja otwarta
Kafalę często porównuje się do znanej ustawodawstwom zachodnim adopcji otwartej, polegającej na utrzymywaniu kontaktu między biologiczną rodziną a rodziną adoptującą. O ile jednak adopcja otwarta dotyczy raczej osób ze sobą niespokrewnionych, to w kafali możliwe jest występowanie jej w obrębie osób, które łączą więzy krwi.

## Kafala w ustawodawstwie międzynarodowym
Przepisem aktu prawa międzynarodowego, który odnosi się do kafali, jest art. 20 Konwencji o prawach dziecka. W artykule tym państwa-strony zobowiązują się zapewnić opiekę zastępczą dziecku, które:
- na stałe lub czasowo zostało pozbawione swojego środowiska rodzinnego lub
- ze względu na jego własne dobro nie może przebywać dłużej w tym środowisku.

Państwa te mają na celu udzielenie im ochrony i pomocy. Mogą to uczynić na kilka sposobów:
1. poprzez umieszczenie w rodzinie zastępczej,
2. poprzez adopcję,
3. poprzez kafalę w prawie islamskim,
4. poprzez umieszczenie w instytucji powołanej do opieki nad dziećmi.

Przy wyborze metody muszą jednak uwzględnić to, by została zachowana ciągłość w wychowaniu dziecka oraz jego tożsamość etniczną, religijną, kulturową i językową.

## Kafala w orzecznictwie Europejskiego Trybunału Praw Człowieka
Europejski Trybunał Praw Człowieka (ETPC) w Strasburgu niejednokrotnie wydawał orzeczenia w sprawach, ściśle związanych z instytucją kafali.

### Przykładowe sprawy

#### Chbihi Loudoudi i Inni przeciwko Belgii (skarga nr 52265/10)
Przykładem sprawy rozpatrywanej przez Europejski Trybunał Paw Człowieka w Strasburgu dotyczącej kafali była sprawa Chbihi Loudoudi i Inni przeciwko Belgii (skarga nr 52265/10). Skarżący - małżeństwo Belgów Brahim Chbihi Loudoudi i Lubna Ben Said oraz ich siostrzenica Kamar Badiaoui będąca obywatelką Maroka - zarzucili władzom belgijskim naruszenie art. 8 Europejskiej konwencji praw człowieka (EKPC). Odmówiono im bowiem zgody na uznanie kafali i w konsekwencji tego także zgody na adopcję siostrzenicy. Tym samym status pobytowy dziewczynki w Belgii stał się niepewny.

##### Stan faktyczny sprawy
Brahim Chbihi Loudoudi i Lubna Ben Said zawarli w 2002 r. w Maroku umowę z biologicznymi rodzicami Kamari Badiaoui. Na jej podstawie obowiązkiem małżonków było m.in. sprawowanie kompleksowej opieki nad dziewczynką i zapewnienie jej mieszkania podczas pobytu w Belgii. Para Belgów wystąpiła w Belgii o adopcję. Ich wniosek został oddalony. Sądy belgijskie uznały, że umowa marokańska – zawarta na zasadach kafali – nie spełnia standardów adopcji w świetle przepisów prawa belgijskiego. W wyniku nieskutecznego postępowania adopcyjnego kwesta pobytu Kamar Badiaoui w Belgii stała się problematyczna. Przez 7 miesięcy pozostawała w Belgii bez prawa pobytu.

##### Orzeczenie sądu
W sprawie tej sędziowie ETPC uznali, że bez wątpienia stosunek istniejący między małżonkami a ich siostrzenicą należy traktować jako należący do sfery życia rodzinnego. ETPC musiał rozważyć, czy przez odmowę formalnego orzeczenia adopcji sytuacja dziewczynki w jakikolwiek sposób się pogorszyła i uniemożliwiła jej normalne funkcjonowanie zarówno w nowej rodzinie, jak i w społeczeństwie. Po analizie ETPC uznał, że sądy belgijskie słusznie zauważyły, że adopcja w rozumieniu prawa belgijskiego wychodziła poza ramy marokańskiej umowy kafali. Podniesiono chociażby fakt, że dziecko zostało oddane pod opiekę na podstawie woli rodziców, a nie decyzji odpowiednich organów marokańskich. Jedyną zaś przeszkodą w funkcjonowaniu dziewczynki był brak możliwości wzięcia udziału w organizowanej przez jej szkole wycieczce. ETPC wskazał, że co prawda nieuregulowana sytuacja prawna pobytu może powodować np. stres, ale Europejska Konwencja Praw Człowieka nie gwarantuje prawa do uzyskania przez rezydenta jakiegoś konkretnego statusu pobytowego w państwie-stronie Konwencji. ETPC stwierdził, że skoro, mimo braku konkretnego statusu, dziewczynka swobodnie korzystała z prawa do poszanowania życia prywatnego i rodzinnego - to nie można mówić o naruszenia art. 8 Konwencji. Trybunał nie uznał się także za właściwy do ingerowania w kwestię tego, czy cudzoziemiec powinien otrzymać taki, a nie inny status pobytu w danym kraju. Uznał to bowiem za kompetencję organów państwa belgijskiego.

### Harroudi przeciwko Francji
Podobnie Trybunał odniósł się do sprawy Harroudi przeciwko Francji z 2012 roku. Skarżącej odmówiono wydania zgody na przysposobienie algierskiego niemowlęcia na podstawie kafali. Postępowania przed francuskimi sądami również nie przyniosły oczekiwanego przez skarżącą efektu. Jej zdaniem sądy naruszyły wobec niej i dziecka art. 8 EKPC. Trybunał uznał, że żadne z państw Rady Europy nie uznaje kafali za równorzędną adopcji, a ustawodawca krajowy ma bardzo szeroki margines w sferze uregulowania spraw adopcyjnych. Ponadto przepisy francuskie, akceptując kafalę, nie ograniczyły w żaden sposób opieki nad dzieckiem i możliwości stworzenia mu rodziny. Art. 8 Konwencji nie został więc, zdaniem Trybunału, naruszony.